# Grube Hainau
Die Grube Hainau war ein Eisenerzbergwerk bei Waldgirmes (Gemeinde Lahnau) im Lahn-Dill-Kreis. Die Grube lag zwischen Waldgirmes und Bieber in einem Waldgebiet nordwestlich der Landstraße L3286. Die Namensgebung der Grube rührt höchstwahrscheinlich von dem nahegelegenen Weiler Hof Haina.

## Geschichte
Die Handelsgesellschaft Schulz & Wehrenboldt zur Justushütte bei Gladenbach erhielt, nach einer Muthung vom 13. November 1850, die Grube am 12. Juni 1860 auf Eisenstein und Mangan  Verliehen. Um 1899 ging der Eigentum auf den Bergassessor Petri zu Gießen über. Seit 1916 ist die Grube im Besitz der Firma Friedrich Krupp.
In dem 44.085 Quadratklafter (ca. 140.000 m²) großen Grubenfeld wurde ab 1872 sporadisch Abbau und Versuchsarbeiten durchgeführt. Dazu wurden zwei Schächte mit einer Teufe von 30 m angelegt.
Im Jahre 1869 wurde ein Förderstollen Südwestlich des Forsthaus Haina angesetzt und auf eine Länge von 61 Lachter (ca. 127 m) gebracht. Der Endausbau des Stollens hatte eine Länge von 260 Meter und überfährt das 2–8 Meter starke Lager auf einer Länge von ca. 80 Meter.
Der Abbau ist unter dem Stollenniveau mit Gesenken und einer Tiefbausohle umgegangen.
Vor dem Stollen ist eine Scheidehalle und ein Zechenhaus überliefert.
Um 1880 musste der Betrieb wegen eindringender Wasser eingestellt werden, wurde aber später wieder aufgenommen. Ab 1900 war die Grube zeitweise in Betrieb.
Die Grube wurde auch durch ihr reiches Vorkommen an Versteinerungen bekannt und durch Friedrich Maurer im Jahre 1875 und 1885 beschrieben.
Im Grubenfeld Hainau fand man im Frühjahr 1873 bei Schürfarbeiten ein aus Quarzit bestehendes Steinbeil, ein Messer aus Feuerstein und einige von einem Menschen herrührende Knochenreste.
Im Jahre 1998 wurde der Stollen auf ca. 50 m verrohrt  und mit einem Fledermaus freundlichen Verschluss versehen.